# 1688 en arts plastiques
| Années des arts plastiques : 1685 - 1686 - 1687 - 1688 - 1689 - 1690 - 1691    |
| Décennies des arts plastiques : 1650 - 1660 - 1670 - 1680 - 1690 - 1700 - 1710 |

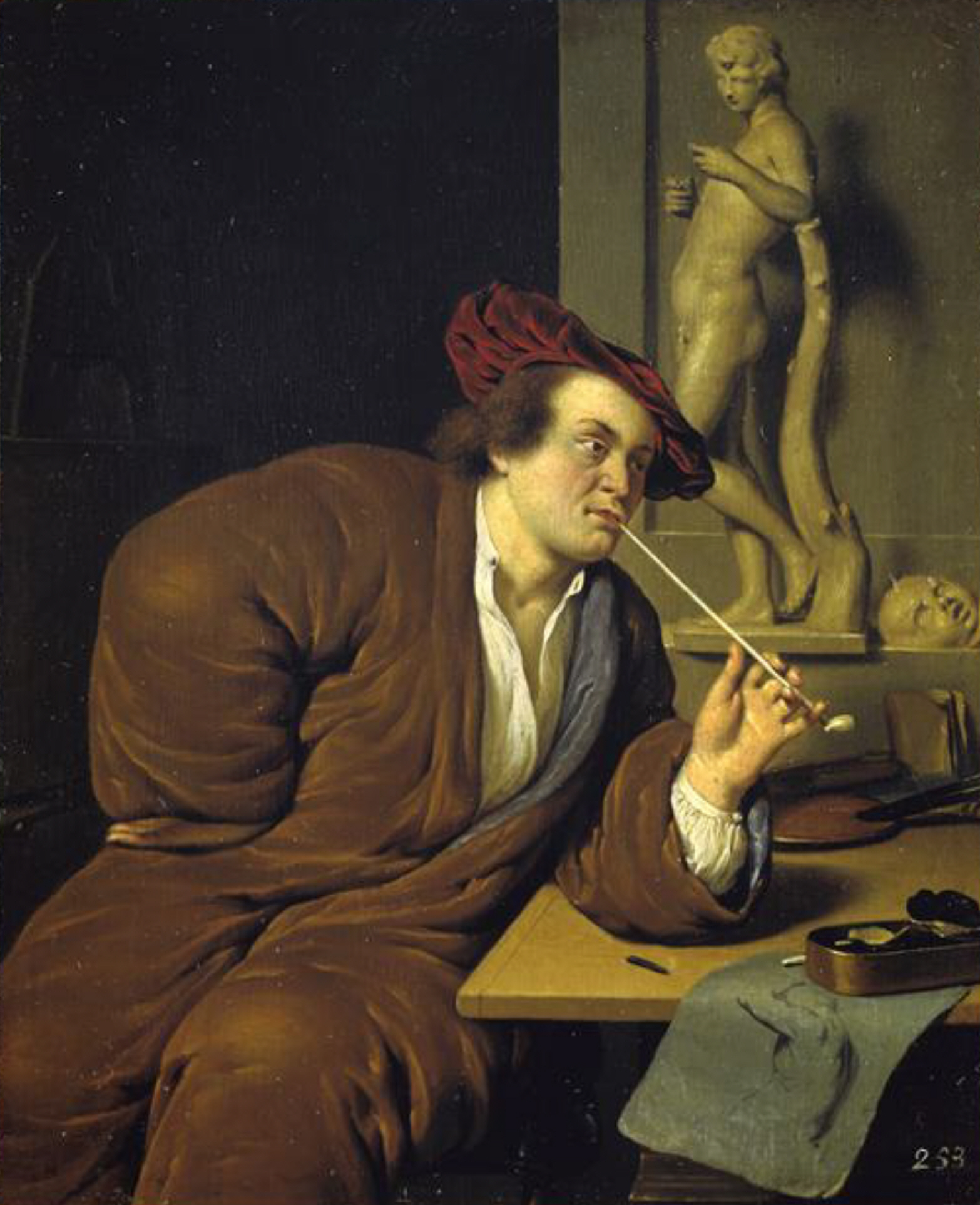
Autoportrait, de Jan van Mieris.

Cette page concerne l'année 1688 en arts plastiques.

## Œuvres
- Buste du Grand Condé par Antoine Coysevox (musée du Louvre) ;

## Naissances
- 15 janvier : Nikolaus Gottfried Stuber, peintre baroque allemand († 22 ou 23 avril 1749),
- 28 janvier : Jan Maurits Quinkhard, peintre néerlandais († 11 novembre 1772),
- 6 mai : Charles Parrocel, peintre et graveur français († 24 mai 1752),
- 15 avril : Johann Georg Bergmüller, peintre rococo et fresquiste allemand († 30 mars 1762),
- 28 avril : Giacomo Boni, peintre baroque italien († 7 janvier 1766),
- 19 juillet : Giuseppe Castiglione, jésuite italien, missionnaire en Chine et peintre à la cour impériale  († 16 juillet 1766),
- 29 octobre : Jacques Chéreau, graveur français († 1er décembre 1776),
- 11 novembre : Lorenzo Somis, peintre, violoniste et compositeur italien de l'ère baroque († 29 novembre 1775),
- 21 novembre : Antonio Visentini, peintre, architecte et graveur italien de l'école vénitienne († 26 juin 1782),
- ? :
  - Paolo Filocamo, peintre baroque italien († 1743),
  - François Lemoyne, peintre rococo français († 4 juin 1737).

## Décès
- 9 mars : Claude Mellan, peintre, graveur et dessinateur français (° 23 mai 1598),
- 15 mars : Philippe de Buyster, sculpteur flamand naturalisé  français (° 1595),
- 18 septembre : Jean-Baptiste Bol l'Ancien, peintre de l'École flamande (° 11 janvier 1624),
- 23 septembre : Giovanni Battista Benaschi, peintre baroque italien (° 1636),
- 14 octobre : Joachim von Sandrart, peintre et graveur allemand (° 12 mai 1606),
- 2 novembre : Giovanni Battista Bolognini, peintre baroque et graveur italien (° 1611),
- Johannes Leemans, peintre néerlandais (° 1633).